# Islands (singel)
Islands – utwór napisany przez Mike’a Oldfielda, wydany jako singel w 1987 roku. Wykonuje go Bonnie Tyler.
Piosenka jest tytułowym utworem albumu Oldfielda. Mówi o potrzebie bliskości ludzi.

## Spis utworów

### Wersja 7'
1. „Islands” – 4:20
2. „The Wind Chimes” (Part 1) – 2:24

### Wersja 12”
1. „Islands” (Extended version) – 5:35
2. „When the Nights on Fire” – 6:40
3. „The Wind Chimes” (Part 1) – 2:24